# Gaio Calvisio Sabino (console 39 a.C.)
Gaio Calvisio Sabino (in latino Gaius Calvisius Sabinus; fl. I secolo a.C.) è stato un politico romano, console nel  39 a.C.

## Biografia
Lui ed il suo futuro collega al consolato Lucio Marcio Censorino furono gli unici due senatori romani che tentarono di difendere Giulio Cesare quando fu assassinato alle idi di marzo del 44 a.C., e il loro consolato all'epoca del secondo triumvirato è probabilmente dovuto ad una ricompensa da parte dei triumviri per tale gesto. Un'epigrafe, descritta da Ronald Syme come "una delle più notevoli iscrizioni dedicate ad un senatore romano" loda Calvisio per la sua pietas, il suo senso del dovere e la sua devozione. Come ufficiale dell'esercito Calvisio si distinse per il lungo servizio e la competenza, anche se non senza serie sconfitte.

### Famiglia, origine e discendenti
Gaio Calvisio Sabino è l'unico membro della gens Calvisia elencata nel Magistrates of the Roman Republic di Broughton come detentore di una carica esecutiva nell'epoca repubblicana. Egli è uno dei diversi novi homines ad aver raggiunto non solo il consolato, ma anche gli onori del trionfo negli anni '30 del I secolo a.C., e fu il primo console il cui nome gentilizio aveva il suffisso non latino in -isius. La prima attestazione del cognomen Sabino assieme al nomen Calvisio è proprio il suo nome. Apparteneva alla tribù rustica Horatia.
Il figlio ed il nipote, che avevano entrambi il nome dell'antenato, furono consoli, il primo nel 4 a.C. sotto Augusto, verso cui il padre aveva mostrato una grande fedeltà. Il nipote detenne l'incarico sotto Tiberio e continuò la carriera come proconsole fino a Caligola, ma poi venne costretto a suicidarsi assieme alla moglie Cornelia perché l'imperatore li accusò di congiurare contro la sua persona.

### Guerre civili degli anni '40

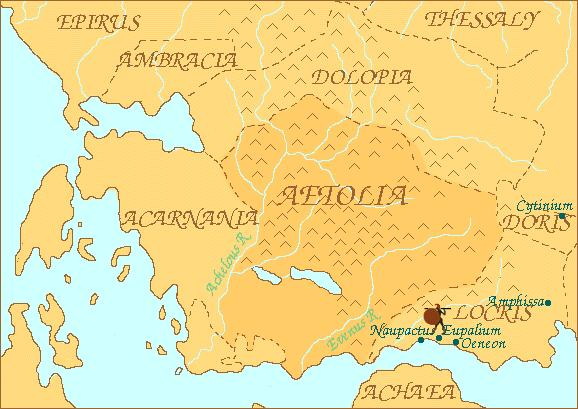
Calvisio si impadronì dell'Etolia per la fazione cesariana nel 48 a.C.

Durante le guerre civili degli anni '40 Calvisio Sabino fu un ufficiale sotto Cesare. In risposta alle spedizioni pompeiane in Tessaglia ed Etolia, Cesare inviò Lucio Cassio Longino nella prima e Calvisio nella seconda. Calvisio comandò cinque coorti ed un piccolo numero di cavalieri, prelevati dalla legione di stanza a Oricum. La menzione di Cesare riguardo Calvisio è la prima che viene fatta. Sia Cassio che Calvisio furono incaricati di occuparsi dei rifornimenti di grano per l'esercito cesariano. Gli Etoli accolsero Calvisio, che riuscì poi a conquistare le città di Calidone e Naupatto alle legioni pompeiane e ad impossessarsi dell'intera regione.

### Pretore e governatore
Calvisio divenne pretore forse nel 46 a.C., ma non lo fu oltre il 44 a.C. Nel 45 a.C. fu governatore della provincia dell'Africa Vetus, creata da Cesare a partire dai territori del regno di Numidia. L'anno precedente le forze senatorie si erano radunate in Africa dopo essere state sconfitte a Farsalo, e la battaglia di Tapso indicò che l'esito della guerra si sarebbe deciso in suolo africano. Quando, il 15 marzo del 44 a.C., Cesare fu assassinato, Calvisio era già tornato a Roma, dopo aver lasciato due legati ad Utica, ed era in senato allorché avvenne il cesaricidio.

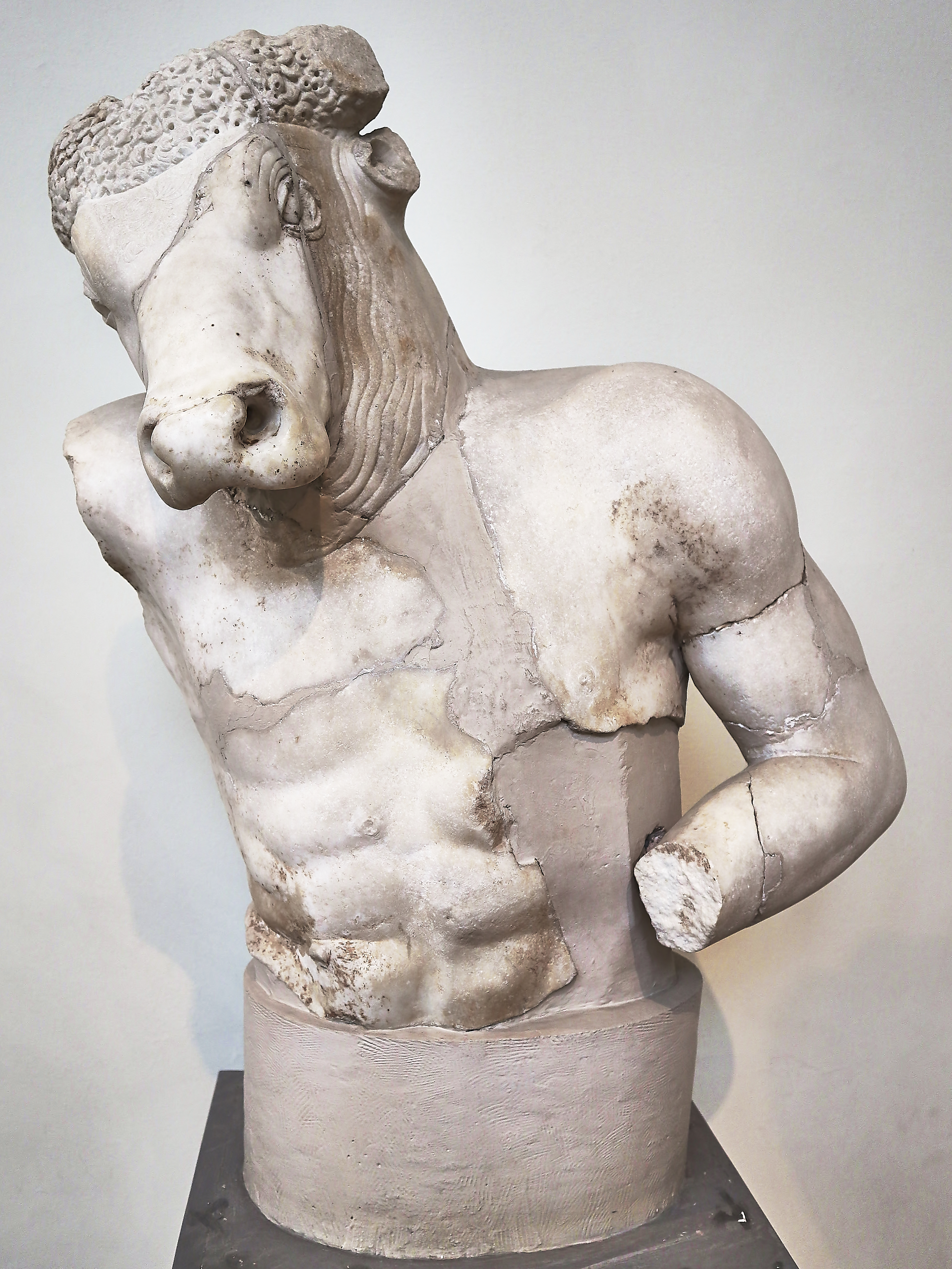
Il Minotauro in una rappresentazione del V secolo a.C.

Il 28 novembre del 44 a.C. Marco Antonio indisse una riunione in senato per assegnare a nuovi governatori le province romane. Calvisio fu uno dei quattordici uomini a ricevere una provincia, ma non riuscì a riottenere l'Africa Vetus a causa dell'opposizione del suo nuovo governatore, Quinto Cornificio. La riassegnazione di Antonio venne poi annullata il 20 dicembre.
In una lettera a Cornificio del marzo del 43 a.C., Cicerone unì Calvisio a Tito Statilio Tauro, soprannominandoli il Minotauro con un gioco di parole, usando i due cognomina. Ciò avvenne perché l'oratore, filosenatorio, era ostile a Calvisio, cesariano, mentre Tauro era stato un suo legato quando era governatore dell'Africa

### Consolato
Da consoli Calvisio e Censorino difesero una delegazione di Afrodisia, che chiedeva al senato di riparare ai torti che la città aveva subito da Bruto e poi da Tito Labieno a causa della sua fedeltà a Cesare. Il senato concesse così alla città vari benefici.

### Guerre civili degli anni '30
Durante la ribellione di Sesto Pompeo in Sicilia del 38 a.C., Calvisius fu a capo di una flotta proveniente dall'Etruria per dare man forte ad Ottaviano durante la battaglia avvenuta lo stesso anno nello stretto di Messina. Nei pressi di Cuma affrontò le navi di Sesto Pompeo guidate da Menecrate, dopodiché raggiunse Ottaviano anche se, a causa di tale ritardo, arrivò solo verso la fine della battaglia navale di Messina, quando Ottaviano era ormai sconfitto. Quando un ufficiale di Calvisio, Menodoro, disertò per unirsi a Sesto Pompeo con sei navi l'anno successivo, Calvisio venne sostituito
Dopo la sconfitta di Pompeo, Ottaviano assegnò a Calvisio il compito di riportare l'ordine in Italia dal 36 al 35 a.C., cosa che gli riuscì, almeno per il momento. Durante la guerra contro Antonio Calvisio fu fedele ad Ottaviano.
Nel 31 a.C. fu uno dei septemviri epulones, che organizzavano i banchetti durante le festività, e poi anche curio maximus, ossia colui che raccoglieva le offerte religiose fatte dalla curia. Calvisio divenne proconsole in Hispania all'inizio del 31 a.C. Un'iscrizione in Spagna nomina un Calvisio Sabino flamen della dea Roma e del divo Augusto, che fece una donazione di grano alla città di Clunia quando i prezzi aumentarono fortemente, ma è possibile che si tratti anche di un omonimo potrebbe essere lo stesso proconsole. Calvisio tornò a Roma nel 28 a.C. e il 26 maggio celebrò un trionfo, uno dei tre concessi da Ottaviano alle province Fu candidato per un secondo consolato nel 25 a.C., ma non si sa poi più nulla di lui.
È possibile che sia il Sabino menzionato nel decimo componimento del Catalepton.